# Associazione Sportiva Bisceglie 1963-1964
Questa voce raccoglie le informazioni riguardanti l'Associazione Sportiva Bisceglie nelle competizioni ufficiali della stagione 1963-1964.

## Rosa
| N. |                   | Ruolo | Calciatore          |
| -- | ----------------- | ----- | ------------------- |
|    | Italia (bandiera) |       | Antifora            |
|    | Italia (bandiera) | C     | Pietro Antonino     |
|    | Italia (bandiera) | P     | Pasquale Bartolini  |
|    | Italia (bandiera) | C     | Piepaolo Berlinzani |
|    | Italia (bandiera) | D     | Adriano Biscaro     |
|    | Italia (bandiera) | A     | Vincenzo Bruno      |
|    | Italia (bandiera) | C     | Carlo Cambi         |
|    | Italia (bandiera) | C     | Valerio Cerri       |
|    | Italia (bandiera) | C     | Piero Ciocchetti    |
|    | Italia (bandiera) | C     | Alberto Corazza     |
|    | Italia (bandiera) | C     | Paolo D'Odorico     |

| N. |                   | Ruolo | Calciatore         |
| -- | ----------------- | ----- | ------------------ |
|    | Italia (bandiera) |       | Ferretti           |
|    | Italia (bandiera) | C     | Bruno Ferro        |
|    | Italia (bandiera) | D     | Domenico Fusiello  |
|    | Italia (bandiera) | P     | Bruno Jacoboni     |
|    | Italia (bandiera) | D     | Gilberto Gregorini |
|    | Italia (bandiera) |       | Papagni            |
|    | Italia (bandiera) | D     | Alberto Pizzi      |
|    | Italia (bandiera) | C     | Antonio Spina      |
|    | Italia (bandiera) |       | Tarallo            |
|    | Italia (bandiera) | D     | Albano Tassini     |
|    | Italia (bandiera) | C     | Guido Vallone      |